# 114 î.Hr.

## Decese
- 18 iulie: Chang Ch'ien  (n. 200 î.Hr.)